# 云南升麻
云南升麻（学名：Cimicifuga yunnanensis），为毛茛科升麻属下的一个植物种。其种加词 yunnanensis 意为“云南的”。